# Om änglar finns
Om änglar finns är ett samlingsalbum av Towe Widerbergs, utgivet år 1997 på Bert Karlssons skivbolag Mariann.

## Låtlista
1. Stanna kvar (S.Kardebratt)
2. Varje morgon är en gåva (J.Thunqvist-K.Svenling)
3. Om änglar finns (J.E.Karlzon-G.Olsson)
4. Blå ögon (T.Gunnarsson-E.Lord)
5. Bara dej i mina tankar (H.Rytterström-H.Rytterström/K.Almgren)
6. Min längtans fågel (T.Gunnarsson-E.Lord)
7. Sommarens sista ros (J.E.Karlzon-K.Larsson)
8. Som i en dröm (J.E.Karlzon-T.Widerberg)
9. Lyckan kommer, lyckan går (T.Gunnarsson-E.Lord-G.Olsson)
10. Marguerithe (Lennart Clerwall)
11. Jag vill alltid vara vid din sida (Wendt-Lundh)
12. Melodin om kärleken (J.Thunqvist)
13. Du får inte tro (J.E.Karlzon-O.Midner)
14. En lyckostjärna (H.Rytterström-K.Almgren)
15. Sången om livet (Gunnarsson-Lord)
16. Ett liv i solen (Gunnarsson-Lord)
17. Vara rädda om varann (H.Nilsson-M.Carlsson)
18. Tro hopp och kärlek (K.Larsson-G.Olsson)
19. En liten bit av kärleken (H.Rytterström)
20. Du finns här i mina tankar (J.E.Karlzon)